# Skopský region
Skopský region (makedonsky Skopski region, Скопски регион) je jedním z osmi statistických regionů v Severní Makedonii. V roce 2015 zde žilo 607 007 obyvatel. Největším sídlem regionu je město Skopje, hlavní město státu.

## Geografie
Region se rozkládá v severní části státu a jeho rozloha je 1 812 km². Sousedními regiony jsou Severovýchodní, Východní, Vardarský, Jihozápadní a Položský. Na severu hraničí Skopský region s Kosovem (o jeho správu a mezinárodní uznání existuje spor mezi Kosovem a Srbskem).
Region tvoří celkem 17 opštin. Z toho 10 opštin tvoří hlavní město Skopje, ostatní opštiny jsou v jeho okolí. Jsou to tyto opštiny:                                                                
| Opština              | Obyvatel (rok 2021) | Správní centrum | Rozloha km² |
| -------------------- | ------------------- | --------------- | ----------- |
| Aerodrom             | 77 735              | Skopje          | 21,85       |
| Butel                | 37 968              | Skopje          | 60,79       |
| Centar               | 43 893              | Skopje          | 7,52        |
| Gazi Baba            | 69 626              | Skopje          | 110,86      |
| Gjorče Petrov        | 44 844              | Skopje          | 66,93       |
| Karpoš               | 63 760              | Skopje          | 105         |
| Kisela Voda          | 61 965              | Skopje          | 34,24       |
| Saraj                | 38 399              | Skopje          | 229,06      |
| Čair                 | 62 586              | Čair            | 3,52        |
| Šuto Orizari         | 25 726              | Šuto Orizari    | 7,48        |
| Příměstské opštiny : |                     |                 |             |
| Aračinovo            | 12 676              | Aračinovo       | 31,3        |
| Zelenikovo           | 3 361               | Zelenikovo      | 176,95      |
| Ilinden              | 17 435              | Ilinden         | 97,02       |
| Petrovec             | 9 150               | Petrovec        | 201,93      |
| Sopište              | 6 713               | Sopište         | 222,1       |
| Studeničani          | 21 970              | Studeničani     | 276,16      |
| Čučer-Sandevo        | 9 200               | Čučer-Sandevo   | 240,78      |